# John Lennon Collector’s Edition
John Lennon Collector’s Edition ist ein Kompilationsalbum von John Lennon. Es ist das 18. postum erschienene Album nach Lennons Tod im Jahr 1980. Gleichzeitig ist es einschließlich der acht Solo-Studioalben, der drei Avantgarde-Alben mit seiner Frau Yoko Ono, der beiden Livealben, der beiden Interviewalben und der Kompilationsalben das insgesamt 30. Album John Lennons. Es wurde im November 2008 in den USA veröffentlicht.

## Entstehungsgeschichte
Im November 2008 veröffentlichte EMI (EMI Music Special Markets) in den USA eine Dreifach-CD; der Vertrieb erfolgte durch die Madacy Entertainment, die Warenhäuser wie Best Buy und Walmart beliefert.
Die drei CDs befinden sich in einer Verpackung aus harter Pappe, die sich wiederum in einer Metallbox befindet. Es liegt ein zwölfseitiges Begleitheft bei.
Die Dreifach-CD enthält 17 Single-A-Seiten, die zwischen den Jahren 1969 und 1988 erschienen sind. Come Together ist eine Liveaufnahme vom Album Live in New York City, bei Grow Old with Me handelt es sich um die von George Martin orchestrierte Version von der John Lennon Anthology; Real Love stammt vom selben Album, Love ist die Version vom Album Acoustic, Angel Baby ist vom Album Menlove Ave.; die restlichen acht Lieder sind Titel von den Studioalben.

## Veröffentlichung
Das Album erschien auf CD im November 2008. Der große kommerzielle Erfolg sowie der Charteinstieg in die offiziellen Hitparaden konnte die Kompilationen nicht für sich verbuchen.

## Titelliste
CD 1
1. Imagine – 3:04
2. (Just Like) Starting Over – 3:57
3. Jealous Guy – 4:16
4. Woman – 3:29
5. Mother – 5:25
6. Whatever Gets You thru the Night – 3:19
7. #9 Dream – 4:48
8. Oh Yoko! – 4:18
9. Working Class Hero – 3:51
10. Stand by Me (Jerry Leiber, Mike Stoller & Ben E. King) – 3:26

CD 2
1. Instant Karma! – 3:19
2. Watching the Wheels – 3:30
3. Well, Well, Well – 5:59
4. Real Love – 4:11
5. Cold Turkey – 5:00
6. Nobody Told Me – 3:32
7. New York City – 4:30
8. I’m Stepping Out – 4:05
9. Beautiful Boy (Darling Boy) – 3:59
10. Power to the People – 3:21

CD 3
1. Give Peace a Chance – 4:51
2. Oh My Love – 2:43
3. Grow Old with Me – 3:18
4. God – 4:08
5. Mind Games – 4:10
6. Come Together (Live) (John Lennon/Paul McCartney) – 4:22
7. Love (Acoustic Version) – 2:30
8. Peggy Sue (Buddy Holly) – 2:02
9. Angel Baby (Rosie Hamlin) – 3:42
10. Happy Xmas (War Is Over) – 3:35